# ヴォロンゴ
ヴォロンゴ（伊: Volongo）は、イタリア共和国ロンバルディア州クレモナ県にある、人口約500人の基礎自治体（コムーネ）。

## 地理

### 位置・広がり

#### 隣接コムーネ
隣接するコムーネは以下の通り。括弧内のMNはマントヴァ県、BSはブレシア県所属を示す。
- カザルロマーノ (MN)
- フィエッセ (BS)
- ガンバラ (BS)
- イーゾラ・ドヴァレーゼ
- オスティアーノ
- ペッシーナ・クレモネーゼ

### 気候分類・地震分類
気候分類では、zona E, 2389 GGに分類される。
また、イタリアの地震リスク階級 (it) では、zona 3 (sismicità bassa) に分類される。